# Дзержковиці (Нижньосілезьке воєводство)
Дзержковиці (пол. Dzierżkowice, нім. Dürschwitz) — село в Польщі, у гміні Руя Легницького повіту Нижньосілезького воєводства.
Населення — 417 осіб (2011).
У 1975-1998 роках село належало до Легницького воєводства.

## Демографія
Демографічна структура станом на 31 березня 2011 року:
|          | Загалом | Допрацездатний вік | Працездатний вік | Постпрацездатний вік |
| -------- | ------- | ------------------ | ---------------- | -------------------- |
| Чоловіки | 220     | 52                 | 149              | 19                   |
| Жінки    | 197     | 48                 | 106              | 43                   |
| Разом    | 417     | 100                | 255              | 62                   |